# 圣赫勒拿、阿森松和特里斯坦-达库尼亚旗帜
圣赫勒拿、阿森松和特里斯坦-达库尼亚旗帜官方旗帜是英国国旗；圣赫勒拿旗帜于1984年10月4日采用。旗帜属蓝船旗。旗帜右部中心为圣赫勒拿徽章。
圣赫勒拿的附属领地并不使用该旗帜。特里斯坦-达库尼亚和阿森松岛分别于2002年和2013年采用了新的旗帜。